# Francesco Bartoli
Francesco Bartoli (Mantova, 24 febbraio 1933 – Mantova, 19 maggio 1997) è stato un critico d'arte italiano.

## Biografia
Bartoli fu tra i fondatori con Umberto Artioli, Gino Baratta, Mario Artioli, Renzo Margonari e Fernando Trebbi, della rivista di cultura Il Portico (1964-1970). 
Bartoli divenne ordinario di Storia del Teatro presso la Facoltà di Lettere e Filosofia dell'Università di Trento. La sua attività di studioso fu ispiratrice nel 2000 dell'istituzione di un premio, denominato "Premio Camera di Commercio - Francesco Bartoli", con il quale ogni anno sino al 2004, la Camera di Commercio di Mantova premiava tre artisti, acquisendone da ciascuno di loro un'opera per la propria collezione d'arte.

## Pubblicazioni
- Teatro e corpo glorioso : saggio su Antonin Artaud, Umberto Artioli, Francesco Bartoli (Milano: Feltrinelli, 1978)
- Il viandante e la sua orma : mappe dell'immaginario e del reale a cura di Umberto Artioli, Francesco Bartoli (Bologna: Cappelli, 1981) materiali di un congresso tenuto a Mantova nel 1978
- Vasco Bendini. Sette stanze, un giardino Baratta Gino - Bartoli Francesco (Mantova: Casa del Mantegna, 1984)
- Figure della melanconia e dell'ardore : saggi di ermeneutica teatrale (Trento: Dipartimento di scienze filologiche e storiche, 1998)
- Pittura a Mantova nei primi cinquant'anni del Novecento (Mantova:ed. Gianluigi Arcari 1998)
- FRANCESCO BARTOLI Scritti d'arte 1967-1997 Un viaggio lungo trent'anni a cura di Eristeo Banali (Mantova, maggio 2009 - Edizione Publi Paolini) Opera in trevolumi disponibile sul sito  Archiviato il 25 agosto 2019 in Internet Archive. Sez. Studi e contributi.

## Mantova Arte Contemporanea"Francesco Bartoli"
Nel maggio del 2009 si è costituita una associazione ispirata dall'idea di Francesco Bartoli di fondare a Mantova un Museo d'Arte Contemporanea (MAC) che fosse il luogo di esposizione permanente delle opere dell'Ottocento e del Novecento attualmente depositati disordinatamente in luoghi diversi. L'acronimo ‘Mac’ è stato mantenuto ma tradotto in "Mantova, Arte, Contemporanea".
Il MAC, associazione di volontariato culturale, è presieduto da Eristeo Banali coadiuvato da Marina Baguzzi e Roberto Soggia quali vicepresidenti, Elisabetta Pozzetti segretaria e Paolo Corbellani tesoriere: www.mac-francescobartoli.it